# Магалі рудоголовий
Мага́лі рудоголовий (Plocepasser superciliosus) — вид горобцеподібних птахів ткачикових (Ploceidae). Мешкає на півночі Субсахарської Африки.

## Опис
Довжина птаха становить 18 см, вага 30-45 г. Верхня частина голови рудувато-коричнева, потилиця каштанова, спина темно-сіро-коричнева. Голова з боків рудувато-коричнева, над очима чіткі білі "брови", під очима білі смуги, під дзьобом чорні "вуса". Підборіддя і горло білі, груди і живіт білі або світло-сірі. На крилах білі смуги, махові пера мають білі края. Виду не притаманний статевий диморфізм. Молоді птахи мають блідіше, менш яскраве забарвлення, ніж дорослі птахи.

## Поширення і екологія
Рудоголові магалі мешкають в Сенегалі, Гамбії, Гвінеї, Малі, Кот-д'Івуарі, Буркіна-Фасо, Гані, Того, Беніні, Нігері, Нігерії, Камеруні, Чаді, Центральноафриканській Республіці, Демократичній Республіці Конго, Південному Судані, Ефіопії, Еритреї, Уганді і Кенії. Вони живуть в сухих і вологих тропічних лісах, на узліссях, в чагарникових заростях і саванах. Зустрічаються парами, живляться насінням. Гніздяться колоніями.